# Ilja Jaszyn
Ilja Walerjewicz Jaszyn (ros. Илья́ Вале́рьевич Я́шин; ur. 29 czerwca 1983 w Moskwie) – rosyjski polityk, politolog i bloger, więzień polityczny,

## Życiorys

### Wykształcenie i praca zawodowa
Syn Walerija i Tatiany. Rodzice Ilji pracowali w Instytucie Radiofizyki w Moskwie. W latach 2000–2005 studiował w Instytucie Nauk Politycznych Niezależnego Uniwersytetu Ekologiczno-Politycznego. W 2005 obronił pracę dyplomową z zakresu metod organizowania protestów ulicznych w Rosji, pod kierunkiem Siergieja Czerniachowskiego. W 2007 r. rozpoczął studia doktoranckie w Instytucie Nauk Politycznych Stosowanych. Pracował jako nauczyciel, udzielał korepetycji.

### Działalność polityczna
Od roku 2000 Jaszyn był związany z partią Jabłoko, kierując w latach 2005–2008 młodzieżówką partyjną. W latach 2003–2006 zasiadał w radzie regionalnej partii, a w latach 2006–2008 był członkiem prezydium partii.
W grudniu 2008 wraz z Borisem Niemcowem i Garrim Kasparowem wziął udział w spotkaniu założycielskim ruchu demokratycznego Solidarnost' (Солидарность) i znalazł się we władzach tej organizacji. Aktywność w Solidarnosti spowodowała, że w 2008 r. został wydalony z partii Jabłoko, jako działający na szkodę wizerunku partii. W 2010 r. Jaszyn należał do inicjatorów kampanii społecznej Putin musi odejść, zmierzającej do nakłonienia do dymisji ówczesnego premiera Rosji Władimira Putina. 18 listopada 2010 przeprowadził jednodniową demonstrację w Moskwie, domagając się dymisji Putina przed jego siedzibą. Został zatrzymany i skazany na grzywnę w wysokości 1000 rubli. Wziął udział w wyborach regionalnych we wrześniu 2015, startując w regionie kostromskim, ale nie udało mu się przekroczyć pięcioprocentowego progu wyborczego. W latach 2012–2016 działał w partii PARNAS, ale w 2016 opuścił szeregi tego ugrupowania.

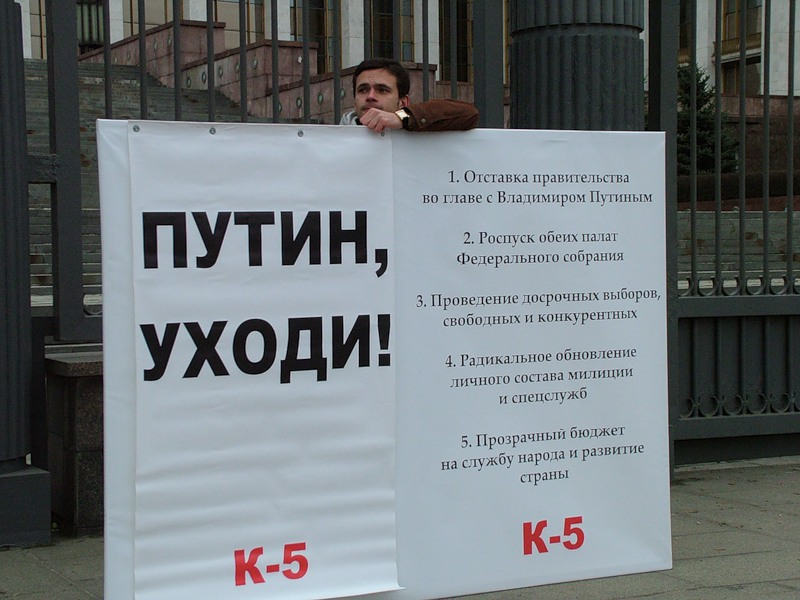
Jednoosobowy protest Jaszyna w Moskwie (2010)

30 sierpnia 2016 roku Jaszyn opublikował raport zatytułowany „Угроза национальной безопасности”, w którym zawarł oskarżenia o współpracę rządzącej partii z przestępczością zorganizowaną, co miało ułatwić funkcjonariuszem partii i przestępcom przejmowanie stanowisk państwowych. W raporcie znalazły się nazwiska osób podejrzewanych o taką współpracę (Wiaczesław Gaiser, Anatolij Sierdiukow, Adam Delimchanow). W 2017 roku Jaszyn wraz ze swoimi współpracownikami uzyskał mandat w wyborach regionalnych, zasiadając w radzie rejonu krasnosielskiego w Moskwie. W 2019 r. był pięciokrotnie aresztowany i skazywany na kary administracyjne za organizowanie protestów przeciwko eliminowaniu kandydatów niezależnych z władz Moskwy.
Wiosną 2018 Jaszyn zdecydował się wziąć udział w wyborach na burmistrza Moskwy. W czasie próby zarejestrowania swojej kandydatury został tymczasowo aresztowany.
W 2022 r. w swoich wystąpieniach publicznych krytykował inwazję rosyjską na Ukrainę, obciążając armię rosyjską odpowiedzialnością za masakrę w Buczy. 27 czerwca 2022 został aresztowany w czasie spaceru po Moskwie i skazany na 15 dni więzienia za stawianie oporu funkcjonariuszom policji. 9 grudnia 2022 sąd w Moskwie, pod przewodnictwem Oksany Goriunowej skazał Jaszyna na osiem i pół roku więzienia, na podstawie art. 207 § 3 Kodeksu karnego Federacji Rosyjskiej za rozpowszechnianie fałszywych informacji o użyciu Sił Zbrojnych Federacji Rosyjskiej. Jaszyn otrzymał także "zakaz korzystania z Internetu" przez 4 lata po wyjściu z więzienia. Dowodem w sprawie stały się materiały opublikowane przez Jaszyna w serwisie YouTube. Oskarżony nie przyznał się do winy, a w ostatnim słowie zaapelował do Putina, aby ten zakończył wojnę.
13 lipca 2022 rozpoczął odbywanie kary, początkowo w Moskwie, a od grudnia 2022 w Iżewsku. Po śmierci Aleksieja Nawalnego w lutym 2024, Jaszyn przysiągł, że będzie kontynuował to, co zaczął jego zmarły przyjaciel. Uwolniony w trakcie wymiany więźniów 1 sierpnia 2024, choć jak sam stwierdził został deportowany wbrew własnej woli.

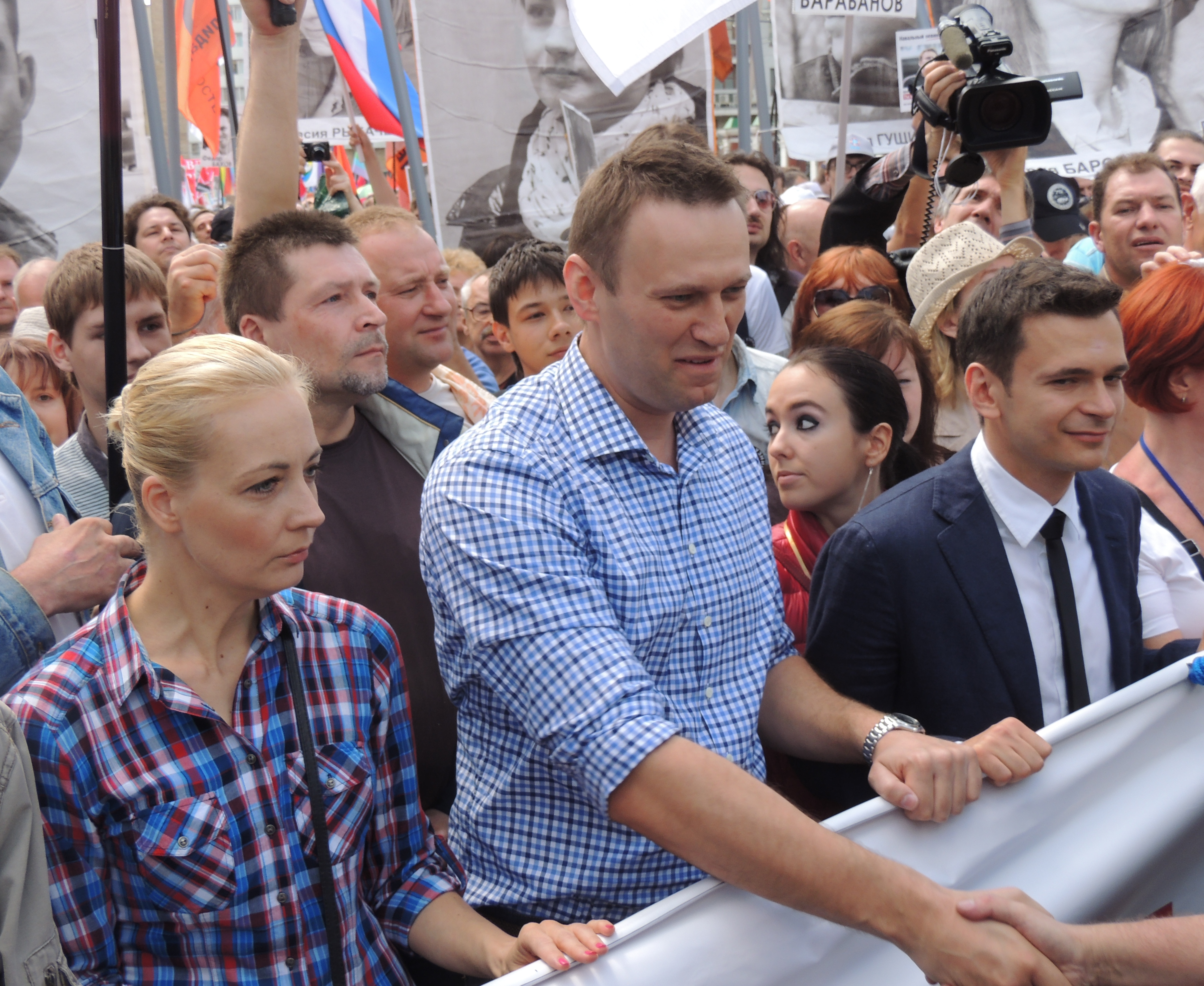
Ilja Jaszyn z Aleksiejem Nawalnym w czasie moskiewskich protestów (2013)

## Życie prywatne
Ilja Jaszyn jest rozwiedziony. We wrześniu 2020 poślubił wokalistkę zespołu AloeVera Werę Musaeljan. W październiku 2021 para się rozwiodła.

## Publikacje
- Ilja Jaszyn: Czeczenia Ramzana Kadyrowa. Krosno: 2017. ISBN 978-83-64457-34-0. Brak numerów stron w książce